# Fruchthandel Magazin
Das Fruchthandel Magazin ist eine Fachzeitschrift in deutscher Sprache für den internationalen Handel mit frischem Obst und Gemüse (Fruchthandel). Zielgruppe sind Erzeuger, Handelsunternehmen und Dienstleister der Branche.

## Verlag
Das Fruchthandel Magazin erscheint im Verlag Fruitnet Media International GmbH mit Sitz in Düsseldorf. Herausgeber der Zeitschrift ist Günter Schweinsberg (†). Die Redaktion der Zeitschrift wird von Chefredakteur Michael Schotten geleitet. Der Verlag ist Eigentümer des Londoner Verlages Market Intelligence Ltd., der u. a. die Print-Magazine Eurofruit, Asiafruit, Fresh Produce Journal und Produce Plus herausgibt sowie die Online-Nachrichtendienste Fruitnet Daily News und Asiafruit News betreibt.

## Preise und Auszeichnungen
In Zusammenarbeit mit verschiedenen Partnern werden unterschiedliche Preise und Auszeichnungen vergeben.
Der Fruchthandel Magazin Retail Award wird seit 2010 verliehen. Er zeichnet nicht ein einzelnes Geschäft aus, sondern die gesamte Handelskette, die im Warenbereich Obst und Gemüse den besten Eindruck hinterlässt. Die Ermittlung erfolgt durch eine repräsentative Verbraucherbefragung (Panel-Untersuchung mit 7.000 Haushalten), durchgeführt von YouGov Shopper (dem früheren GfK Haushaltspanel).
Mit dem Fruit Logistica Innovation Award werden besonders wichtige Produktinnovationen im Frischfruchtbereich gewürdigt. Seit 2024 gibt es zusätzlich den FLIA Technology für herausragende Innovationen im Bereich Maschinen und Technik. Die Verleihung erfolgt auf der Fruit Logistica in Berlin gemeinsam durch das Fruchthandel Magazin und die Messe Berlin.
Seit 1996 zeichnen das Fruchthandel Magazin und die Rundschau für den Lebensmittelhandel Deutschlands beste Obst & Gemüse-Abteilungen im Einzelhandel mit dem Deutschen Frucht Preisaus. Prämiert werden herausragende Leistungen in der Präsentation und im Verkauf von Obst und Gemüse.

## Veranstaltungen
Fruitnet Media International ist Kooperationspartner der Fruit Logistica und verantwortlich für das komplette Rahmenprogramm der Messe. Dazu zählt die Organisation des kompletten Konferenzprogramms während der Messe (u. a. Fresh Produce Forum, Future Lab, Tech Stage und Logistics Hub).
Seit 2011 ist das Fruchthandel Magazin Mitveranstalter des DOGK Deutscher Obst & Gemüse Kongresses, der jährlich in Düsseldorf stattfindet.

## Weitere Verlagsaktivitäten
Online berichtete das Fruchthandel Magazin auf der Webseite fruchthandel.de.
Ergänzend zu dem Fruchthandel Magazin erscheint zusätzlich der Online-Newsletter Fruchthandel Newsmail mit aktuellen Nachrichten über diese Branche.
Der jährlich aktualisierte Fruchthandel Branchenguide beinhaltet alle wichtigen Kontaktdaten der Branche. Die vom Verlag herausgegebene Fruchthandel Warenkunde ist ein Nachschlagewerk mit warenkundlichen Informationen für Fachleute. Außerdem erscheinen regelmäßig unter dem Titel Fruchthandel Special Sonderausgaben des Magazins zu Märkten und Branchen.